# Witkacy Peyotl / Freelectronic
Witkacy Peyotl / Freelectronic – wydawnictwo zawierające dwa albumy polskiego muzyka jazzowego Tomasza Stańki. Druga płyta nosi nazwę zespołu, z którym w połowie lat 80. nagrywał Stańko.
Nagrania na płytę Witkacy Peyotl rejestrowano w okresie: kwiecień 1984 – listopad 1986. Autorem kompozycji jest Tomasz Stańko (oprócz zaznaczonych). Tekst został opracowany na podstawie fragmentu książki Stanisława Ignacego Witkiewicza Narkotyki – Niemyte dusze (wyd. PIW). Nagrania na płytę Freelectronic realizowane były w kwietniu i czerwcu 1986 w Klubie Remont w Warszawie.
Winylowe LP wydane zostały w 1988 przez wytwórnię PolJazz (Freelectronic: PSJ 154, Witkacy Peyotl: PSJ 155). Reedycja na CD: Polonia Record (CD 037 i 038) w 2004.

## Witkacy Peyotl
| 1. | „My W.S.B. Friend”                                                                 | 6:04  |
|    |                                                                                    |       |
| 2. | „Witkacy – Wizje cz. I”                                                            | 12:58 |
|    | - Belzebub - Cudownej piękności morze - Skuropatwie nie jastrzębia - Brzeg Jeziora |       |
|    |                                                                                    | 19:02 |
|    |                                                                                    |       |

| 1. | „Witkacy – Wizje cz. II”                                                                                     | 15:49 |
|    | - Hades - Wieże znikające - Wyciory cylindry - Olbrzymia czaszka - Potworny Negr - Cudownie piękna blondynka |       |
| 2. | „Hej!” | 4:52  |
|    | |       |
|    | | 20:41 |
|    | |       |

## Freelectronic
| 1. | „Too Pee”                    | 3:20  |
|    |                              |       |
| 2. | „Kwa, kwa” (Stańko, Skowron) | 2:10  |
|    |                              |       |
| 3. | „Sunia”                      | 5:29  |
|    |                              |       |
| 4. | „Ha, ha, ha”                 | 4:36  |
|    |                              |       |
| 5. | „Gama”                       | 3:19  |
|    |                              |       |
|    |                              | 18:54 |
|    |                              |       |

| 1. | „Euforila”               | 6:00  |
|    |                          |       |
| 2. | „Freelectronic”          | 3:35  |
|    |                          |       |
| 3. | „Dwaj” (Stańko, Skowron) | 1:35  |
|    |                          |       |
| 4. | „Shaky Chicka”           | 4:03  |
|    |                          |       |
| 5. | „Asmodeus”               | 5:37  |
|    |                          |       |
|    |                          | 20:50 |
|    |                          |       |

## Informacje uzupełniające
Witkacy Peyotl
- Realizatorzy dźwięku – Andrzej Lupa, Wojciech Przybylski, Andrzej Sasin,Tadeusz Sudnik
- Konsultacja elektroniczna – Tadeusz Sudnik
- Zgranie – Rafał Paczkowski

Freelectronic
- Inżynier dźwięku – Rafał Paczkowski
- Zdjęcia – Jan Bebel